# Unione Sportiva Mantovana 1921-1922
Questa pagina raccoglie le informazioni riguardanti l'Unione Sportiva Mantovana nelle competizioni ufficiali della stagione 1921-1922.

## Rosa
| N. |                   | Ruolo | Calciatore |
| -- | ----------------- | ----- | ---------- |
|    | Italia (bandiera) | P     | Anceschi   |
|    | Italia (bandiera) | C     | Balocco    |
|    | Italia (bandiera) | D     | Biagi      |
|    | Italia (bandiera) | A     | Brazzi     |
|    | Italia (bandiera) | A     | Francia    |
|    | Italia (bandiera) | C     | Moretti    |
|    | Italia (bandiera) | C     | Nicolò     |

| N. |                   | Ruolo | Calciatore             |
| -- | ----------------- | ----- | ---------------------- |
|    | Italia (bandiera) | D     | Noiset                 |
|    | Italia (bandiera) | A     | Arnaldo Prosperi (III) |
|    | Italia (bandiera) | D     | Reggiani               |
|    | Italia (bandiera) | D     | Romano                 |
|    | Italia (bandiera) | C     | Romei                  |
|    | Italia (bandiera) | A     | Vacchelli              |
|    | Italia (bandiera) | D     | Viapani                |